# سقوط هواپیما ۲۰۱۸ کاتماندو
سقوط هواپیما ۲۰۱۸ کاتماندو در روز دوشنبه ۱۲ مارس در حالی اتفاق افتاد که هواپیمای مسافربری بنگلادشی در هنگام فرود در فرودگاه بین‌المللی تریبهوان در نزدیکی کاتماندو پایتخت نپال دچار سانحه شد و ۴۹ نفر کشته و ۲۲ نفر مجروح شدند.

## شرح واقعه
روز دوشنبه ۱۲ مارس ۲۰۱۸ یک هواپیمای مسافربری خطوط هوایی بنگلادش در هنگام فرود در فرودگاه بین‌المللی تریبهوان در نزدیکی کاتماندو پایتخت نپال از باند خارج شده و آتش گرفت.
این هواپیما متعلق به شرکت هواپیمایی «یو – اس بنگلا» از نوع S2_AGU، یک هواپیمای «مدل بمباردیه دش Q400-8» بود که از داکا به مقصد کاتماندو به پرواز درآمده بود.

## تلفات
این هواپیما ۷۱ سرنشین (۶۷ مسافر و ۴ خدمه) داشت که در این حادثه ۴۹ نفر کشته و ۲۲ نفر مجروح گردیده‌اند. ۳۲ تن از مسافران و همه خدمه اهل بنگلادش، ۳۳ تن اهل نپال، یک نفر چینی و یک نفر مالدیویایی بودند.